# Запис Јеротијевића крушка (Атеница)
Запис Јеротијевића крушка (Атеница) се налази на парцели чији је власник Јеротијевић Миљана.

## Локација
| Општина             | Чачак                                                            |
| Катастарска општина | Атеница                                                          |
| Потес               | Клеке                                                            |
| Координате          | 43° 50′ 43″ С; 20° 20′ 45″ И / 43.845399999999998° С; 20.3459° И |
| Надморска висина    | 430m                                                             |

## Карактеристике
Дендрометријске вредности утврђене на терену и сателитским снимцима:
| Стабло                     | Крушка |
| Висина стабла              | m      |
| Обим дебла                 | m      |
| Пречник крошње             | 7m     |
| Пречник дебла              | m      |
| Висина дебла до прве гране | m      |

## База записа
Запис је у оквиру Викимедија пројекта "Запис - Свето дрво" заведен под редним бројем 0613.